# Strijkkwintet (Bax)
Arnold Bax voltooide zijn tweede Strijkkwintet op 21 januari 1933. Hij had er al meer dan 300 werken opzitten.
Het kwintet is geschreven als een eendelig werk en als werk binnen de kamermuziek met haar elf minuten relatief kort. Bax schreef het voor de afwijkende ensemble-indeling van twee violen, twee altviolen en een cello (in plaats van 2 violen, 1 altviool en twee celli). Het Stratton String Quartet (redelijk bekend het Verenigd Koninkrijk in de jaren dertig en veertig), uitgebreid met de extra altist Raymond Jeremy, gaf de eerste uitvoering op 1 maart 1935. Jeremy speelde veelvuldig mee in de premières van muziek van Bax. Bax verwerkte zijn Ierse roots in het werk door in het strijkkwintet een jig te verwerken.